# Love Comes Quickly
"Love Comes Quickly" é uma canção da dupla inglesa de música eletrônica Pet Shop Boys, lançada como segundo single de seu primeiro álbum de estúdio, Please (1986), em 24 de fevereiro de 1986. Foi a sucessora do hit "West End Girls". Teve pico na posição de número 19 no UK Singles Chart em março de 1986.

## Produção e lançamento
O produtor Stephen Hague recebe a coautoria da composição por ter escrito os dois primeiros acordes da seção do meio da canção. Andy Mackay do Roxy Music toca as partes com saxofone próximas do final da música. 

### Lançamento
Assim como com "Opportunities", a versão de 12" do single contém remixes feitos pelo famoso produtor dos anos 80 Shep Pettibone. Os remixes de "Love Comes Quickly" e "That's My Impression" chegaram ao top 10 da parada Dance Club Play da Billboard nos EUA em outubro de 1986. Mais tarde, em 2003, novos remixes produzidos por Blank & Jones foram lançados para promoção da coleção de singles da dupla PopArt.

## Capa
Na capa, Chris Lowe aparece utilizando um boné de baseball com a palavra "BOY" (garoto, no Português) escrita em letras garrafais. Essa imagem se tornou uma das mais associadas à dupla. Neil Tennant, inclusive, relembra que ele imaginava a imagem do boné na capa como sendo a "saída do armário" dos Pet Shop Boys, chamando-a de "incrivelmente gay".

## A faixa
"Love Comes Quickly" é considerada uma balada romântica com aspectos eletrônicos do synthpop. Seguindo a característica sofisticada e refinada da produção de "West End Girls", a faixa traz um tom mais melancólico, porém ainda um tanto doce, especialmente se tratando de sua letra. Os vocais de Tennant não tem mais um tom narrativo, apresentando uma preocupação melódica que expressa muito bem a essência da música. A faixa apresenta belos arranjos, como analisado por John Freeman, da The Quietus, algo que futuramente seria mais bem desenvolvido pela dupla. Em sua produção, "Love Comes Quickly" traz uma linha de baixo produzida por um sequenciador que segue um ritmo de batida, além de numerosas camadas de sintetizadores. Entretanto, ainda há a presença de samples de corda que também se tornariam uma marca na produção dos Pet Shop Boys.
A letra da canção trata sobre o processo de se apaixonar. É uma faixa romântica que traz, ao longo de seus versos, a inevitabilidade da paixão e como ela pode atingir e alcançar qualquer um, independente de seu estilo de vida, de seu estado. Isso é apresentado em trechos como "Bem quando você menos espera / Bem o que você menos espera."
É uma das músicas favoritas da dupla.

## Videoclipe
O videoclipe foi dirigido por Andy Morahan e Eric Watson. É um clipe simples, com algumas tomadas de Neil cantando intercaladas a cenas borradas de rostos de diferentes pessoas. Em determinados momentos, algumas tomadas de Lowe deitado em cima da construção de uma grade quadricular são sobrepostas nas cenas mencionadas. O diretor Eric Watson diria, no futuro, que o videoclipe foi "um completo desastre".

## Listagem de faixas[1]

### 7": Parlophone / R 6116 (Reino Unido)
- A. "Love Comes Quickly" – 4:18
- B. "That's My Impression" – 4:45

### 12": Parlophone / 12 R 6116 (Reino Unido)
- A. "Love Comes Quickly" (Dance Mix) – 6:50
- B. "That's My Impression" (Disco Mix) – 5:18
  - também lançado em um disco de 10" (10 R 6116)

### 12": EMI America / V-19218 (EUA)
- A1. "Love Comes Quickly" (Shep Pettibone Mastermix) – 7:34
- A2. "Love Comes Quickly" (Dub Mix) – 6:55
- B1. "Love Comes Quickly" (Dance Mix) – 6:50
- B2. "That's My Impression" (Disco Mix) – 5:18

## Paradas musicais
| Tabela musical (1986)                                         | Posição de pico |
| ------------------------------------------------------------- | --------------- |
| Austrália (Kent Music Report)                                 | 54              |
| Bélgica (Ultratop 50 Flanders)                                | 35              |
| Top Singles do Canadá (RPM)                                   | 74              |
| Europa (European Hot 100 Singles)                             | 15              |
| Finlândia (Suomen virallinen lista)                           | 12              |
| Irlanda (IRMA)                                                | 13              |
| Nova Zelândia (Recorded Music NZ)                             | 8               |
| Espanha (AFYVE)                                               | 6               |
| Suíça (Schweizer Hitparade)                                   | 24              |
| UK Singles (OCC) [Reino Unido]                                | 19              |
| US Billboard Hot 100 [EUA]                                    | 62              |
| US Dance Club Songs (Billboard) com "That's My Impression"    | 10              |
| US Dance Singles Sales (Billboard) com "That's My Impression" | 37              |
| US Cash Box Top 100 [EUA]                                     | 56              |
| Alemanha Ocidental (Official German Charts)                   | 17              |

## Versõescover
Ainda em 1986, uma regravação em japonês da música foi feita pela cantora pop Hidemi Ishikawa.